# Анхалт-Десау
Анхалт-Десау (на немски: Fürstentum (Herzogtum) Anhalt-Dessau) е историческа територия на Свещената Римска империя в Германия до 1806 г. (първо княжество и след това херцогство) от 1396 до 1863 и след това в пределите на Херцогство Анхалт.

## История
- 1396 – княжеството се създава чрез наследствена подялба на княжеството Анхалт-Цербст на княжествата Анхалт-Кьотен и Анхалт-Десау;
- 1474 – наследствена подялба на Анхалт-Десау и Анхалт-Кьотен;
- 1544 – наследствена подялба на Анхалт-Пльотцкау, Анхалт-Десау и Анхалт-Цербст;
- 1570 – след смъртта на княз Бернхард фон Анхалт-Цербст княжеството Анхалт е под управлението само на княз Йоахим Ернст фон Анхалт-Десау;
- 1603 – наследствен договор на синовете на княз Йоахим Ернст;
- 1606 – обединеното княжество Анхалт е разделено на Анхалт-Десау, Анхалт-Бернбург, Княжество Анхалт-Кьотен и Анхалт-Цербст;
- 1611 – създава се петото княжество Анхалт-Пльотцкау (управлявано от Бернбург);
- 1806 – издигане в ранг на херцогство;
- 1863 – след изчезване на линията в Кьотен през 1847 г. и в Бернбург през 1863 г. херцогствата се обединяват в херцогство Анхалт със столица град Десау

Владетели на княжеството са князете от Анхалт-Десау от род Аскани.

## Князе (маркграфове) на Анхалт-Десау
- Сигезмунд І (1382 – 1405)
- Георг І (1405 – 1474)
- Ернст (1474 – 1516)
- Йоахим (1516 – 1561)
- Йоахим Ернст (20 октомври 1536 – 6 декември 1586) (1561 – 1586)
- Йоахим-Георг І (9 май 1567 – 24 май 1618) (1586 – 1618)
- Йохан-Казимир (7 декември 1596 – 15 юли 1660) (1618 – 1660)
- Йохан-Георг ІІ (17 ноември 1627 – 7 август 1693) (1660 – 1693)
- Леополд І (3 юли 1676 – 9 април 1747) (1693 – 1747)
- Леополд ІІ (25 декември 1700 – 16 декември 1751) (1747 – 1751)
- Леополд ІІІ (10 август 1740 – 9 август 1817) (1751 – 1807) от 1807 херцог

## Херцози на Анхалт-Десау
- Леополд ІІІ (10.8.1740 – 9.8.1817) (1807 – 1817)
- Леополд ІV (1.10.1794 – 22.5.1871) (1817 – 1863)

След изчезване на линията в Кьотен през 1847 г. и в Бернбург и Анхалт през 1863 г. всичките херцогства се обединяват в херцогство Анхалт със столица град Десау.